# Distrikt La Yarada Los Palos
Der Distrikt La Yarada Los Palos liegt in der Provinz Tacna in der Region Tacna im äußersten Südwesten von Peru. Der Distrikt wurde am 7. November 2015 gegründet. Er wurde aus dem bestehenden Distrikt Tacna herausgelöst. Der Distrikt hat eine Fläche von 2320 km². Beim Zensus 2017 wurden 5.559 Einwohner gezählt. Sitz der Distriktverwaltung ist das am Meer gelegene Los Palos. 
Der Distrikt La Yarada Los Palos liegt im Süden der Provinz Tacna. Der Distrikt erstreckt sich über einen etwa 25 km langen Abschnitt der Pazifikküste. Das in der Küstenwüste von Süd-Peru gelegene Gebiet wird mit Hilfe von künstlicher Bewässerung urbar gemacht. Es sind größere Siedlungsflächen im Entstehen. Urbane Zentren bilden La Yarada und Los Palos. Der Distrikt La Yarada Los Palos grenzt im Westen, Norden und Osten an den Distrikt Tacna. Im Südosten grenzt der Distrikt an Chile.